# Президент
Президе́нт (від лат. praesidens, род. відм. praesidentis — той, хто сидить попереду) — багатозначне поняття: 1) виборний голова, керівник установи, організації, товариства тощо; 2) голова держави в країнах з республіканською або змішаною формою правління.

## Історія поняття президент
Ймовірно, президентами в античні часи називали осіб, які керували різними зборами, проте в сучасному розумінні («глава держави») слово «президент» не вживалося аж до XVIII століття. Лише при підготовці до прийняття Конституції США 1787 року, коли постало питання про найменування нового виборного глави держави, вперше був використаний термін «президент» для позначення такої посадової особи. Першим президентом держави в світі став Джордж Вашингтон у 1789 році.
Поляки брали значну, можливо вирішальну участь у створенні США. Пам'ятник Костюшку розташований неподалік Білого дому.
Історики дослідили, що Конституція США (1787) та польська Конституція 3 травня (1791) є спорідненими, мають спільну генеалогію, витоки у законодавстві Речі Посполитої (лат. Res Publica). Історія президентів Варшави починається з 1695 року.

## Характерні ознаки
Президент є символом єдності держави, представником і захисником інтересів громадян як у своїй країні, так і за кордоном; він несе персональну відповідальність за події в країні.
Аналізуючи підходи, які склалися у світі до інституту президентства, можна виділити наступні основні ознаки, властиві президентам практично всіх держав:
- президент виконує функції голови держави, так, в Україні «президент є главою держави», а наприклад, у США не має додаткового найменування «голова держави», хоча виконує його функції; у Франції «Президент Республіки» також не має додаткового найменування «глава держави» (у конституції немає і терміна «глава виконавчої влади», хоча є «прем'єр-міністр»);
- президент — це виборна посадова особа;
- він або є главою виконавчої гілки влади, або бере участь у виробленні рішень виконавчої влади, ініціює ухвалення законів, виконує роль арбітра в системі органів влади;
- він нікому не підпорядкований і не залежить від інших державних органів;
- він зобов'язаний дотримуватися обмежень, встановлених законодавством і не порушувати закони;
- президент володіє великим політичним впливом, здійснюючи верховне керівництво поточними політичними справами держави

## Статус Президента за умов різнихформ правління
У президентських республіках президент володіє широкими фактичними повноваженнями:
- президент обирається позапарламентським шляхом непрямих виборів;
- дострокове усунення президента від посади можливо лише в трьох випадках: визнання його винним судом імпічменту, відхід у відставку або смерть;
- будучи «главою виконавчої влади», він формує уряд;
- ніякої відповідальності перед парламентом кабінет не несе, він очолюється президентом і фактично грає при ньому роль дорадчого органу. Хоча президент позбавлений права розпуску парламенту, він наділений такими повноваженнями, які дозволяють йому активно впливати на всю законодавчу діяльність парламенту;
- з числа повноважень найважливіше — це право звернення до парламенту з посланнями. Поряд з цим президент сам є найважливішим нормотворчим органом.

У парламентських республіках:
- президент є главою держави, але не главою виконавчої влади, як у президентській республіці. Виконавча влада належить главі уряду (прем'єр-міністру, канцлеру), який і має всі необхідні державно-владні повноваження для здійснення урядової політики;
- президент обирається або парламентом, або колегією, спеціально сформованою для його обрання з обов'язковою участю членів парламенту (ФРН, Індія), тобто його влада похідна від парламенту;
- президент призначає главу уряду, але не на власний розсуд, а з числа лідерів партії чи коаліції партій, які мають більшість місць у парламенті або його нижній палаті. В іншому випадку уряд може не отримати вотум довіри в парламенті (це необхідна процедура для парламентської республіки) і не буде сформована. Члени уряду призначаються президентом за рекомендацією голови уряду;
- ключова ознака парламентської республіки — політична відповідальність уряду перед парламентом, а не перед президентом. Відповідальність ця найчастіше солідарна: недовіра голові уряду тягне за собою відставку всього уряду. У разі винесення вотуму недовіри або відмови у довірі уряд або іде у відставку, або президент, не приймаючи відставки уряду, може розпустити парламент (нижню палату) і призначити дострокові вибори;
- президент не несе відповідальність за діяльність уряду. Вона покладена на главу уряду;
- президент не може на власний розсуд відправити у відставку главу уряду, але за рекомендацією голови уряду може відправити у відставку будь-якого члена уряду;
- в законодавчій області президент парламентської республіки наділений правом законодавчої ініціативи, погодженої з урядом;
- акти, які видаються президентом, потребують контрасигнатури, тобто підпису прем'єр-міністра або міністра, які і несуть за них відповідальність. Без такого підпису акти президента недійсні. У парламентській республіці ключова фігура в державі — голова уряду

Змішана республіка (напівпарламентська, напівпрезидентська, парламентсько-президентська, президентсько-парламентська) — форма державного правління, яка поєднує ознаки президентської і парламентської республік, а саме: Як і у президентській республіці главу держави обирає народ, шляхом прямих виборів або колегією виборців, повноваження президента ширші і вагоміші, ніж у парламентській республіці:
- (можливість втручання у законотворчий процес як суб'єкта законодавчої ініціативи, право вето на акти парламенту; право видавати нормативно-правові акти);
- свої повноваження президент здійснює безпосередньо (у напівпрезидентських республіках) або через уряд (у напівпарламентських республіках);
- президент призначає прем'єр-міністра (главу уряду) лише за згодою парламенту;
- президент, як правило, є головнокомандувачем збройних сил, визначає військову доктрину держави, є окремим органом державної влади;
- уряд несе подвійну відповідальність — перед президентом і парламентом, які можуть виявити йому недовіру і відправити у відставку.

У більшості змішаних республік використовується інститут контрасигнатури, коли частина актів президента має бути контрасигнована главою уряду, який несе за них відповідальність перед парламентом.

## Поняття інституту президентства
У юридичній літературі виділяється поняття: інститут президентства або «інститут президента». Даний інститут носить конституційно-правову природу. Суть інституту президентства як системи норм, які спрямовані на регулювання процесу виборів президента, його повноважень і функціональних обов'язків і всі інші аспекти виконання ним владних повноважень.
Т. Е. Каллаген розглядає інститут президентства як «сукупність владних повноважень президента у сфері державного управління, заснованих на конституційних нормах, що регулюють функціонування президентської влади».